# Francisco Garrigós Rosa
Francisco Garrigós Rosa (Móstoles, 9 de desembre de 1994) és un esportista madrileny que competeix en judo, el campió mundial l'any 2023 i tricampió d'Europa (2021, 2022 i 2024).

## Biografia
Va guanyar dues medalles en el Campionat Mundial de Judo, bronze el 2021 i or el 2023, i set medalles en el Campionat Europeu de Judo entre els anys 2017 i 2024. En els Jocs Europeus de Minsk 2019 va obtenir una medalla de plata en la categoria de –60 kg.
Ha participat en tres Jocs Olímpics d'Estiu. La seva primera medalla olímpica és una medalla de bronze als Jocs Olímpics de París 2024, en la categoria de –60 kg, aquesta medalla va ser la primera medalla espanyola a uns Jocs Olímpics d'Estiu en judo des que ho va aconseguir Isabel Fernández a Sydney 2000. A Rio de Janeiro 2016 va ser 17è i a Tòquio 2020 va ser 9è.
Va estudiar el grau en Ciències de l'Activitat Física i de l'Esport a la universitat privada de Madrid Alfonso X el Sabio, que manté un acord amb la Reial Federació Espanyola de Judo (RFEJ) per donar suport als esportistes federats que estudiïn a la universitat.

## Palmarès internacional
| Jocs Olímpics       | Jocs Olímpics | Jocs Olímpics | Jocs Olímpics |
| Any                 | Lloc          | Medalla       | Categoria     |
| ------------------- | ------------- | ------------- | ------------- |
| 2024                | París         | 3             | -60 kg        |
| Campionat del Món   |               |               |               |
| Any                 | Lloc          | Medalla       | Categoria     |
| 2021                | Budapest      | 3             | -60 kg        |
| 2023                | Doha          | 1             | -60 kg        |
| 2025                | Budapest      | 1/16 final    | -60 kg        |
| Jocs Europeus       |               |               |               |
| Any                 | Lloc          | Medalla       | Categoria     |
| 2019                | Minsk         | 2             | -60 kg        |
| Campionats Europeus |               |               |               |
| Any                 | Lloc          | Medalla       | Categoria     |
| 2017                | Varsòvia      | 3             | -60 kg        |
| 2019                | Minsk         | 2             | -60 kg        |
| 2020                | Praga         | 3             | -60 kg        |
| 2021                | Lisboa        | 1             | -60 kg        |
| 2022                | Sofía         | 1             | -60 kg        |
| 2023                | Montpeller    | 3             | -60 kg        |
| 2024                | Zagreb        | 1             | -60 kg        |
| 2025                | Podgorica     | 5a posició    | -60 kg        |